# Blumeodendron kurzii
Blumeodendron kurzii är en törelväxtart som först beskrevs av Joseph Dalton Hooker, och fick sitt nu gällande namn av Johannes Jacobus Smith, Sijfert Hendrik Koorders och Theodoric Valeton. Blumeodendron kurzii ingår i släktet Blumeodendron och familjen törelväxter. Inga underarter finns listade i Catalogue of Life.